# Microterys rufofulvus
Microterys rufofulvus är en stekelart som beskrevs av Ishii 1928. Microterys rufofulvus ingår i släktet Microterys och familjen sköldlussteklar. Inga underarter finns listade i Catalogue of Life.